# Caligola... la storia mai raccontata
Caligola... la storia mai raccontata és una pel·lícula d'explotació històrica de 1982 protagonitzada per David Brandon i Laura Gemser. Escrita per George Eastman i Joe D'Amato, dirigida, produïda i rodada per Joe D'Amato, va ser creada per tal d'aprofitar l'èxit del Caligula de Tinto Brass sense la pretensió de ser-ne una seqüela o nova versió.
La trama tracta sobre els últims dies del desviat i assassí emperador romà Calígula, les seves sumptuoses festes, orgies i els diversos intents d'assassinat contra la seva vida. En el seu nucli, la pel·lícula desenvolupa un romanç desafortunat entre l'emperador i una esclava egípcia que busca venjança per la mort de la seva amiga.
Caligola... la storia mai raccontata es va estrenar a Itàlia i en altres països europeus tant en cinemes com en vídeos domèstics en diverses versions diferents de softcore i hardcore.

## Argument
L'emperador romà Gai Cèsar Calígula, sol al seu llit, està plagat de malsons en què un home, amb el cap cobert amb un casc, intenta disparar-li amb una fletxa. El poeta Domici s'acosta i intenta assassinar-lo amb un punyal, però l'intent és frustrat per Ulmar, el guardaespatlles de Calígula. Domic acaba perdent la llengua i se li tallen els tendons per ordre de Calígula.
Cavalcant per la platja amb Messala, Calígula es troba amb un grup de cristians, entre els quals veu Livia. Viola la dona al bosc davant del seu jove amant Aetius, fill d'un cònsol. Mentre és violada, Livia se suïcida amb la daga de Calígula. L'emperador ordena a Messala que mati Aetius al mateix lloc. Escampa la veu que van ser assassinats per cristians fanàtics, i els persegueix. Els senadors, però, no creuen que els cristians pacífics fossin responsables i continuen conspirant contra Calígula, discutint les seves opcions.
En els seus malsons, Calígula rep la visita de les ombres d'Aetius i Livia. Al funeral de Lívia, celebrat en una platja, Míriam Celsia, amiga íntima i sacerdotessa egípcia del déu Anubis, parla contra un enterrament cristià -la idea era que el Déu de Lívia no la va defensar- i a favor de la cremació segons Anubis, que parla de venjança. Els cristians compleixen.
Lucreci presenta sumptuosos plans de construcció a Calígula i a un grup de senadors. Per finançar el projecte, Calígula anuncia que subhastarà totes les seves pertinences en un banquet amb dones boniques i una entrada costosa. Aleshores fingeix una intoxicació per vi. Un dels senadors s'ofereix a donar la vida pel seu benestar, i Calígula l'apunyala amb l'espasa. De nou a les seves habitacions privades, l'emperador es burla del paralitzat Domici fent servir els seus esclaus sexuals.
En un temple, la Miriam sacrifica la seva virginitat a Anubis a canvi de venjar-se de l'assassinat de Livia. Aleshores se li acosta el senador Corneli que la vol ajudar. La cavalleria de Calígula captura les Verges Vestals novells com a principal atracció del banquet. En una piscina, són desflorades pels esclaus que s'acosten sota l'aigua amb phalli. Altres dones, entre elles la Miriam, sol·liciten l'orgia i són seleccionades per un eunuc, que després les forma en l'art de l'amor. Durant el banquet (que inclou malabaristes, un sagnant combat de gladiadors i la masturbació d'un cavall), Calígula s'enamora de la Miriam i el seu guardaespatlles Ulmar la porta a les cambres imperials on la Míriam i Calígula tenen relacions sexuals. Quan Cornelius intenta matar Calígula, la Miriam salva inesperadament la vida de l'emperador, matant Cornelius.
Calígula es venja mortalment dels senadors implicats en el complot de diverses maneres horripilants. Mentrestant, la Miriam s'ha lligat apassionadament a Calígula, que anuncia que es casarà amb ella malgrat la seva condició d'esclava. Ella descobreix l'amulet de Lívia i es trenca entre la venjança i l'amor. Quan Ulmar s'ofereix a ajudar-la a escapar, ella es nega. Ella ja no pot matar Calígula, però ha de saber la veritat sobre la mort de Lívia i, per tant, li administra una poció al·lucinògena. En la seva visió següent, Calígula és acostat i portat al més enllà per les ombres de la gent que ha assassinat. Una és la Miriam. Quan s'acosta, ell l'apunyala amb una espasa que va trobar a terra, cridant "Només ets un somni. Però encara estic viu!" Quan s'adona que ja no somia i que realment l'ha matat, plora.
Cavalcant de nou a la platja amb Messala, Calígula és abordat per senadors, guàrdies pretorians i el seu oncle Claudi. Calígula anuncia la cancel·lació del seu projecte per una nova Roma i demana que diguin als déus que ha despertat del seu somni. Ulmar, que porta el casc del somni inicial de Calígula, llança fletxes al coll de Messala i al cor de Calígula. Morint-se, Calígula diu: "Encara sóc viu! Miriam, encara estic... viu".

## Repartiment
- David Brandon com a Gai Cèsar Calígula (acreditat com a David Cain Haughton)
- Laura Gemser com a Míriam Celsia
- Luciano Bartoli com a Messala (acreditat com a Oliver Finch)
- Charles Borromel com a Petreius
- Fabiola Toledo com a Lívia
- Sasha D'Arc com a Ulmar, el guardaespatlles de Calígula
- Alex Freyberger com Aetius, el fill del cònsol Tuli Gal
- Larry Dolgin com a Corneli Varró
- Gabriele Tinti com a Marcel Agripa
- Bruno Alias com a cònsol Marc Tuli Gal (acreditat com a John Alin)
- Ulla Luna com a Clitia[1]

Sense acreditar:
- Michele Soavi com a Domici
- Renato Cecchetto com a Galè
- Mark Shanon com Marius, un dels senadors conspiradors
- Giuseppe Marrocco / Marrocu com a senador
- Alfonso Giganti com a senador
- Amedeo Salamon com a senador
- Tony Casale com a senador
- Ted Rusoff com a senador
- Angelo Casadei com a senador que participa en l'orgia al palau imperial
- Cesare Di Vito com un dels senadors que decideix que Calígula sigui assassinat
- Luciano Foti com l'home que ajuda a la tortura i l'assassinat d'Agrippa
- Nadine Roussial com a Lavinia, una Vestal
- Sabrina Mastrolorenzi com a vestal
- Olivia Aperio Bella com a Vestal
- Rossella Dramis com a vestal
- Franca Scagnetti com a cristiana perseguida
- Angelo Boscariol, present a l'orgia al palau imperial
- Pauline Teutscher, participant de l'orgia
- Eugenio Gramignano, participant de l'orgia
- Laura Levi, participant de l'orgia
- Spartaco Maggetti, participant a l'orgia[1]

## Producció
Caligola... la storia mai raccontata es va rodar la tardor de 1981 sota el títol provisional Follia del potere.

## Estrena

### Censura
La pel·lícula va ser presentada a la junta de censura italiana el 6 de març de 1982 sota el títol Caligola... l'altra storia, pel que va ser rebutjada la primera i segona vegada (20 de març i 21 de maig): contenia massa escenes que fusionaven violència sexual i física amb exhibicions reiterades de mutilacions, la resta del temps va ser en gran part ocupat per orgies de manera que fins i tot els talls no podien eliminar les "característiques negatives" als ulls dels censors.
El 19 d'octubre de 1982 la productora "Cinema 80" va demanar una revisió per una versió reeditada sota el títol Caligola... la storia mai raccontata, aprovada l'1 de desembre de 1982. Aquesta versió havia retallat 22 minuts, respecte a la primera versió, però es va allargar amb escenes addicionals de manera que va acabar sent només uns 15 minuts més curta. No obstant això, una versió del primer i més llarg tall italià es va publicar a Itàlia en vídeo domèstic, encara amb el títol Caligola... l'altra storia. L'any 1993, la pel·lícula va perdre la qualificació italiana de "vietato ai minori" ("prohibit als menors") després de l'eliminació d'uns 2 minuts i mig més, de la segona versió més curta.

### Estrenes cinematogràfiques
A Itàlia, la pel·lícula es va estrenar als cinemes el 15 de desembre de 1982. Es va estrenar a Roma el 24 de desembre de 1982 i es va projectar als cinemes Ambasciatori, Blue Moon i Moderno. A Milà, es va estrenar el 26 de març de 1983 a l'Impero i a Torí el 24 de juny de 1983 a l'Ambrosio. La pel·lícula tenia una durada de 85 minuts per la seva presentació a les sales d'Itàlia.
Al Regne Unit, l'estrena al cinema de 1984 va incloure una impressió que els distribuïdors havien retallat àmpliament per eliminar totes les imatges de hardcore i bestialitat, i després 9 minuts més retallats pel BBFC per eliminar les escenes de sexe i violència. La versió softcore va ser rebutjada per un certificat de vídeo el 1987.
A França, la pel·lícula es va estrenar en cinemes com a Caligula "la véritable histoire" el juny de 1983. A Espanya, una versió soft-core es va estrenar a les sales com Caligula 3, la historia jamás contada, amb 231.236 espectadors i una taquilla bruta de 264.977 euros.

### Mitjans domèstics
Caligola... la storia mai raccontata es va estrenar en vídeo domèstic italià, en VHS, en les seves versions soft-core per Golfo Azzurro, Videogroup, i Shendene & Moizzi.
En altres llocs, la pel·lícula es va estrenar en una versió hardcore mai presentada a la junta italiana. Inclou les escenes addicionals següents:
- Una vestal (Nadine Roussial) fa una felació a un esclau grec.
- Una breu escena de zoofília aparentment no simulada en què una dona masturba un cavall.
- L'orgia al palau imperial, uns 9 minuts de filmació, algunes d'elles hardcore.[5]

El tall hardcore es va distribuir per primera vegada en vídeo domèstic per "Movie Time" als Països Baixos en VHS en una forma abreujada, doblat en anglès amb subtítols holandesos. El títol de la pantalla diu Caligula... The Untold Story, mentre que el títol de la portada és Caligula II - The Forbidden Story.
A Alemanya es va n llançar tant un tall softcore llarg com els talls hardcore en una edició conjunta com Caligula 2 - Die wahre Geschichte pel segell X-rated en la seva "Joe D'Amato Collection". Més tard, Stormovie va publicar a Itàlia una edició DVD amb contingut similar. Els temps d'execució varien segons el vídeo domèstic, amb un temps d'execució de 80 minuts per a la versió softcore i un temps d'execució de 125 minuts per a la versió hardcore.

## Rebut

### Ressenyes contemporànies
Les crítiques contemporànies foren negatives. El juny de 1983, A. Valdata va observar a La Stampa que malgrat el seu títol, la història de la pel·lícula era com la d'un còmic comú, que el protagonista imitava a Malcolm McDowell a Caligula i que la pel·lícula era més adequada per un cinema de llum vermella. Al setembre, un crític anònim del Segno-cinema va assenyalar que la petita producció nacional es va beneficiar de la censura imposada a Caligula de Brass en idear un guió disfressat de nucli softcore plea d'absurditats i aproximacions, i que la història no explicada s'hauria de deixar sense contar.
A França, P. Mérigeau pensava que a part d'algunes escenes habitualment horroroses (com la llengua tallada, l'acoblament d'una prostituta amb un cavall, un nen nounat llançat contra una paret), hi havia un buit absolut. Va titllar el guió d'inexistent, els personatges en la seva majoria incomprensibles, i va escriure que preferia no parlar de les interpretacions dels actors.

### Revisions retrospectives
Les crítiques recents han estat comparativament favorables. En el seu llibre de 2003 sobre pel·lícules splatter, Scott Aaron Stine observa que Caligola... la storia mai raccontata "no és tan elegant com Gore Vidal's Caligula" i diu que "la manca de brillantor en realitat beneficia la pel·lícula, posant el tema en una llum molt adequada" i donant més la impressió d'una "documentació arenosa" en comparació amb la manera "pretensiosa i gairebé glorificadora" en què la pel·lícula anterior presentava la seva matèria. Stine també esmenta el "gore gratuït" - en particular la "seqüència de serra a la llengua" i "el pobre tipus que és empalat amb una llança d'una manera com que es posa supositoris sembla positivament pintoresc".
A la seva monografia sobre D'Amato publicada el 2004, Gordiano Lupi qualifica la pel·lícula de "boja i perversa" així com de "visionària al lloc correcte". Va escriure que la preferia al Caligula de Brass perquè és "menys caòtica i confusa i, sobretot, tampoc té pretensions intel·lectuals". A més, lloa la reconstrucció històrica de la pel·lícula i la seva escenografia, assenyalant el to groc de la cinematografia que evoca l'atmosfera decadent del tardà [sic] Imperi Romà. En el seu llibre sobre D'Amato publicat l'any 2014, Antonio Tentori caracteritza la pel·lícula com a fragmentària a causa de la censura, però que encara és evident que està dedicada a un tipus d'erotisme estrany i pervers. Tant Lupi com Tentori elogien l'actuació de David Brandon com a Calígula com a "perfecta". En general, veient les actuacions sota una llum favorable, Lupi assegura a més que Laura Gemser també va oferir aquí una de les actuacions més inspirades de la seva carrera. Clive Davies la veu com "la veritable estrella". El 2015, Gary Allen Smith assenyala que "la pel·lícula no té un repartiment conegut, però les actuacions són tanmateix competents. David Cain Haughton, en particular, és bastant acceptable com a emperador boig."